# Eric Johnston
Eric Allen Johnston (* 21. Dezember 1895 in Washington, D.C.; † 22. August 1963 ebenda) war ein US-amerikanischer Geschäftsmann, Präsident der Handelskammer der Vereinigten Staaten, ein Aktivist der Republikanischen Partei sowie Präsident der Motion Picture Association of America (MPAA). Er verkürzte in seiner Eigenschaft als Präsident der MPAA den Namen der Organisation, berief ein geschlossenes Treffen Filmverantwortlicher im Hotel Waldorf Astoria in New York ein, das 1947 zur Waldorf-Erklärung und sodann zu Hollywoods Schwarzer Liste und dem Hays Code führte. Andererseits ist es in erster Linie ihm zu verdanken, dass der Markt für amerikanische Filme für das Ausland geöffnet und für US-Filme weltweit ausgeweitet wurde.

## Biografie

### Ausbildung, Tätigkeiten Erster und Zweiter Weltkrieg
Johnstons Vater war Apotheker, bei seiner Geburt lautete der Familienname „Johnson“. Als sich seine Eltern 1911 scheiden ließ, änderte seine Mutter Ida später ihren und den Nachnamen ihres Sohnes Eric in „Johnston“. Johnston besuchte die University of Washington und trat dort der Theta Delta Chi-Bruderschaft bei. Seinen Abschluss machte er 1917. Vorübergehend arbeitete er im Hafen, als Kolumnist für eine Zeitung, als Bibliothekssekretär und als Schuhverkäufer. Als die Vereinigten Staaten in den Ersten Weltkrieg eintraten, trat Johnston dem United States Marine Corps bei. Dort machte er Karriere bis hin zum Hauptmann, kämpfte in der Russischen Revolution und arbeitete in Peking als Militärattaché. Er eignete sich Kenntnisse in der Sprache Mandarin an, war viel in Asien unterwegs und spekulierte erfolgreich in chinesischer Währung. Ein tätlicher Angriff in Peking, bei dem er erheblich verletzt wurde, führte 1922 aus medizinischen Gründen zu seiner Entlassung aus dem Corps. Johnston kehrte nach Spokane zurück und heiratete dort seine langjährige Freundin Ina Hughes. In der Folgezeit betätigte er sich mit großem Erfolg als Geschäftsmann. 1931 wurde Johnston zum Präsidenten der Handelskammer der Vereinigten Staaten gewählt und stand weiteren Unternehmen vor.
Im Zweiten Weltkrieg diente Johnston Präsident Franklin D. Roosevelt in mehreren Kriegskommissionen. Josef Stalin lud Johnston 1944 nach Russland ein, woraufhin Roosevelt ihn zu einem Abgesandten der Vereinigten Staaten ernannte.
Im Jahr 1945 trat Johnston als Präsident der Handelskammer in den Ruhestand, 1947 wurde er mit der Medal for Merit, der höchsten zivilen Auszeichnung der Vereinigten Staaten, ausgezeichnet.

### Neuanfang in der MPPDAA
Nachdem Johnston 1946 auf Ersuchen von Will H. Hays, seinem Vorgänger, zum Präsidenten der Motion Picture Producers and Distributors Association (MPPDAA), dem Vorgänger der MPAA, ernannt worden war, änderte er den Namen umgehend in den bis heute gültigen Motion Picture Association of America. Im September 1947 kam es zur Einleitung der sogenannten Schwarzen Liste von Hollywood. In Hetzschriften wurde verbreitet, dass kommunistische Sympathisanten angeblich pro kommunistische Botschaften in Filmen unterbringen würden. Diese Hetze führte dazu, dass Johnston der vorgenannten Liste nach einer Sitzung im Waldorf Astoria Hotel zustimmte, indem er das sogenannte „Waldorf Statement“ in einer zweiseitigen Pressemitteilung abgab, das den Beginn der Schwarzen Liste markiert.
Während seiner Zeit bei der MPAA liberalisierte Johnston den Hays Code unauffällig nach und nach. Er war zudem an wichtigen Initiativen beteiligt, in denen es um Anteile am Kinomarkt in Übersee ging. Auch war er bemüht die Auflagen, denen amerikanische Filme sich in anderen Staaten stellen mussten, gering zu halten.
Mehrfach trat Johnston während der Verleihung der Academy Awards als Präsentator auf, so bei der Oscarverleihung 1946 und 1947, wo er jeweils den „Besten Film“ präsentierte, sowie den Oscarverleihungen 1960, 1961 und 1962, wo er jeweils den „Besten fremdsprachigen Film“ vorstellte.

### Weitere Tätigkeiten
Im Januar 1951 wurden Johnston von Präsident Harry S. Truman zum Verwalter der Agentur für wirtschaftliche Stabilisierung ernannt. Er übte dieses Tätigkeit nur kurze Zeit aus.
Von Präsident Dwight D. Eisenhower wurde Johnston zum Sonderbeauftragten des Präsidenten der Vereinigten Staaten ernannt, um sich 1953 mit der Jordan-Wasserfrage zu befassen.
1958 begab sich Johnston in die Sowjetunion und traf dort mit Nikita Chruschtschow zusammen. Bei einem Gegenbesuch des russischen Regierungschefs im folgenden Jahr in Washington war er mehrfach an dessen Seite zu sehen.

### Tod
Eric Johnston war bis zu seinem Tod im Jahr 1963 Präsident der MPAA. Nachdem er am 17. Juni einen Schlaganfall erlitten hatte, wurde er ins George Washington University Hospital eingeliefert, wo es zu einem zweiten Schlaganfall kam. Johnston fiel am 5. August ins Koma und starb am 22. August 1963. Er wurde 67 Jahre alt.

## Filmografie (Auswahl)
- 1946: The 18th Academy Awards
- 1947: Die Fernseh-Pressekonferenz, Folge vom 13. November 1947
- 1947: The 19th Academy Awards
- 1957: Person to Person, Folge 5.5 über Johnston
- 1960: The 32nd Annual Academy Awards
- 1961: The 33rd Annual Academy Awards
- 1961: British Pathé News – Prime Minister Nehru Makes Frist Visit to Hollywood
- 1962: The 34th Annual Academy Awards
- 1962: Committee on UnAmerican Activities (Dokumentation über Johnston)
- 1976: Hollywood on Trial (Dokumentation über Johnston und die MPAA)
- 1979: Has Anybody Here Seen Canada? A History of Canadian Movies 1939–1953
(Dokumentation fürs Fernsehen über Johnston und Top Hollywood Studio Rep.)
- 1987: Hollywood the Golden Years: The RKO Story – Dark Victory (Dokumentation über Johnston fürs Fernsehen)
- 1996: Red Hollywood (Video-Dokumentation über den Präsidenten der Motion Picture Association of America)
- 2000: In the Shadow of Hollywood (Dokumentation über Johnston und die Motion Picture Association of America)
- 2003: American Masters – None Without Sin (Dokumentation über Johnston fürs Fernsehen)
- 2006: This Film Is Not Yet Rated (Dokumentation über den MPAA-Präsidenten 1945–1963)
- 2007: Trumbo (Dokumentation über Johnston)
- 2007: Close-up – Bela Lugosi: Dracula’s Dubbelganger (Dokumentation fürs Fernsehen)
- 2008: Hollywood contra Franco (Dokumentation über Johnston und die Motion Picture Association)